# Tocorón
Tocorón est la capitale de la paroisse civile d'Augusto Mijares de la municipalité de Zamora de l'État d'Aragua au Venezuela.